# Йолинди
Йолинди (на турски: Yolindi) е село в околия Бига, вилает Чанаккале, Турция. Разположено на 150 – 180 метра надморска височина. Населението му през 2007 г. е 2 019 души, основно българи – мюсюлмани (помаци), преселили се в периода от 1878 г. до 1886 г., от района на село Наречен в Родопите.